# Jeanette Jedbäck Hindenburg
Jeanette Maria Elisabet Jedbäck Hindenburg, ogift Jedbäck, född 26 juni 1963 i Saltsjöbaden, är trafiklärare, trafiksäkerhetsföreläsare och rektor för Stockholms Trafiklärarutbildning. Hon har tidigare varit ordförande för STR (Sveriges Trafikskolors Riksförbund) i Stockholm.[källa behövs]
Jedbäck Hindenburg är främst känd för sin medverkan i diverse trafik- och motorprogram i TV och radio.

## Medverkan i TV och radio
- Motorprogrammet Race, SVT – bisittare till Johan Torén (2002)
- Hela köret, SVT – domare för tävlingsmomentet "De lämpade" (2005)
- Trafikexpertpanelen i Äntligen vardag, SR P5, med Pär Lernström (2005-2007)
- Jurymedlem i Sveriges värsta bilförare, TV4, de fyra säsongerna (2010-2012 och 2014)